# Papestra frigida
Papestra frigida là một loài bướm đêm trong họ Noctuidae.